# Spathius alcine
Spathius alcine är en stekelart som beskrevs av Nixon 1943. Spathius alcine ingår i släktet Spathius och familjen bracksteklar. Inga underarter finns listade i Catalogue of Life.